# Grand Prix Rakouska 1997
Grand Prix Rakouska 1997 (XXVI Großer A1 Preis von Osterreich), 14. závod 48. ročníku mistrovství světa jezdců Formule 1 a 39. ročníku poháru konstruktérů, historicky již 611. Grand Prix, se jela na okruhu A1 Ring.

## Výsledky

### Kvalifikace
| Pořadí | Číslo | Jezdec                | Konstruktér       | Čas      | Odstup |
| ------ | ----- | --------------------- | ----------------- | -------- | ------ |
| 1      | 3     | Jacques Villeneuve    | Williams-Renault  | 1:10.304 |        |
| 2      | 9     | Mika Häkkinen         | McLaren-Mercedes  | 1:10.398 | +0.094 |
| 3      | 14    | Jarno Trulli          | Prost-Mugen-Honda | 1:10.511 | +0.207 |
| 4      | 4     | Heinz-Harald Frentzen | Williams-Renault  | 1:10.670 | +0.366 |
| 5      | 22    | Rubens Barrichello    | Stewart-Ford      | 1:10.700 | +0.396 |
| 6      | 23    | Jan Magnussen         | Stewart-Ford      | 1:10.893 | +0.589 |
| 7      | 1     | Damon Hill            | Arrows-Yamaha     | 1:11.025 | +0.721 |
| 8      | 6     | Eddie Irvine          | Ferrari           | 1:11.051 | +0.747 |
| 9      | 5     | Michael Schumacher    | Ferrari           | 1:11.056 | +0.752 |
| 10     | 10    | David Coulthard       | McLaren-Mercedes  | 1:11.076 | +0.772 |
| 11     | 11    | Ralf Schumacher       | Jordan-Peugeot    | 1:11.186 | +0.882 |
| 12     | 16    | Johnny Herbert        | Sauber-Petronas   | 1:11.210 | +0.906 |
| 13     | 17    | Gianni Morbidelli     | Sauber-Petronas   | 1:11.261 | +0.957 |
| 14     | 12    | Giancarlo Fisichella  | Jordan-Peugeot    | 1:11.299 | +0.995 |
| 15     | 7     | Jean Alesi            | Benetton-Renault  | 1:11.382 | +1.078 |
| 16     | 15    | Šindži Nakano         | Prost-Mugen-Honda | 1:11.596 | +1.292 |
| 17     | 2     | Pedro Diniz           | Arrows-Yamaha     | 1:11.615 | +1.311 |
| 18     | 8     | Gerhard Berger        | Benetton-Renault  | 1:11.620 | +1.316 |
| 19     | 20    | Ukjó Katajama         | Minardi-Hart      | 1:12.036 | +1.732 |
| 20     | 18    | Jos Verstappen        | Tyrrell-Ford      | 1:12.230 | +1.926 |
| 21     | 19    | Mika Salo             | Tyrrell-Ford      | 1:14.246 | +3.942 |

### Závod
| Pořadí | Číslo | Jezdec                | Konstruktér       | Kola | Čas/odstoupení             | Start | Body |
| ------ | ----- | --------------------- | ----------------- | ---- | -------------------------- | ----- | ---- |
| 1      | 3     | Jacques Villeneuve    | Williams-Renault  | 71   | 1:27:35.999                | 1     | 10   |
| 2      | 10    | David Coulthard       | McLaren-Mercedes  | 71   | +2.909                     | 10    | 6    |
| 3      | 4     | Heinz-Harald Frentzen | Williams-Renault  | 71   | +3.962                     | 4     | 4    |
| 4      | 12    | Giancarlo Fisichella  | Jordan-Peugeot    | 71   | +12.127                    | 14    | 3    |
| 5      | 11    | Ralf Schumacher       | Jordan-Peugeot    | 71   | +31.859                    | 11    | 2    |
| 6      | 5     | Michael Schumacher    | Ferrari           | 71   | +33.410                    | 9     | 1    |
| 7      | 1     | Damon Hill            | Arrows-Yamaha     | 71   | +37.207                    | 7     |      |
| 8      | 16    | Johnny Herbert        | Sauber-Petronas   | 71   | +49.057                    | 12    |      |
| 9      | 17    | Gianni Morbidelli     | Sauber-Petronas   | 71   | +1:06.455                  | 13    |      |
| 10     | 8     | Gerhard Berger        | Benetton-Renault  | 70   | +1 kolo                    | 18    |      |
| 11     | 20    | Ukjó Katajama         | Minardi-Hart      | 69   | +2 kola                    | 19    |      |
| 12     | 18    | Jos Verstappen        | Tyrrell-Ford      | 69   | +2 kola                    | 20    |      |
| 13     | 2     | Pedro Diniz           | Arrows-Yamaha     | 67   | Zavěšení                   | 17    |      |
| 14     | 22    | Rubens Barrichello    | Stewart-Ford      | 64   | Vyjetí z trati             | 5     |      |
| Ret    | 14    | Jarno Trulli          | Prost-Mugen-Honda | 58   | Motor                      | 3     |      |
| Ret    | 23    | Jan Magnussen         | Stewart-Ford      | 58   | Motor                      | 6     |      |
| Ret    | 15    | Šindži Nakano         | Prost-Mugen-Honda | 57   | Motor                      | 16    |      |
| Ret    | 19    | Mika Salo             | Tyrrell-Ford      | 48   | Převodovka                 | 21    |      |
| Ret    | 6     | Eddie Irvine          | Ferrari           | 38   | Kolize                     | 8     |      |
| Ret    | 7     | Jean Alesi            | Benetton-Renault  | 37   | Kolize                     | 15    |      |
| Ret    | 9     | Mika Häkkinen         | McLaren-Mercedes  | 1    | Motor                      | 2     |      |
| EXC    | 21    | Tarso Marques         | Minardi-Hart      |      | Podváha vozu v kvalifikaci |       |      |

## Průběžné pořadí šampionátu
Pohár jezdců
| Pořadí | Jezdec                | Body |
| ------ | --------------------- | ---- |
| 1      | Michael Schumacher    | 68   |
| 2      | Jacques Villeneuve    | 67   |
| 3      | Heinz-Harald Frentzen | 31   |
| 4      | David Coulthard       | 30   |
| 5      | Jean Alesi            | 28   |

Pohár konstruktérů
| Pořadí | Konstruktér      | Body |
| ------ | ---------------- | ---- |
| 1      | Williams-Renault | 98   |
| 2      | Ferrari          | 86   |
| 3      | Benetton-Renault | 53   |
| 4      | McLaren-Mercedes | 44   |
| 5      | Jordan-Peugeot   | 33   |